# Arsacavana

Armênia em 150. Airarate situa-se mais ao centro

Arsacavana (em latim: Arsacavana) ou Arxacavão (em armênio: Արշակավան; romaniz.: Aršakawan) foi uma cidade da Armênia no distrito (gavar) de Cogovita da província de Airarate, no Reino da Armênia.

## Nome
Arsacavana é um topônimo composto por Aršak (Արշակ), a grafia armênia de Ársaces, e -awan (ավան), "cidade". Nesse sentido, significa "Cidade de Ársaces".

## História
Arsacavana estava localizada no distrito (gavar) de Cogovita da província de Airarate,  no sopé do monte Ararate, num amplo vale fluvial. Tentativamente foi proposto que possa ter sido fundada no sítio de Carababazar (Xarababazar), próximo da atual Doubaiazete, onde no fim do século XIX foram encontrados ruínas de caravançarais e outras estruturas. Foi fundada pelo rei Ársaces II (r. 350–368), provavelmente aos moldes das inúmeras Alexandria e Selêucia helenísticas, ou suas contrapartes armênias (Artaxata, Tigranocerta etc.). Segundo Fausto, o Bizantino, o assentamento cresceu de um dastacerta (propriedade) real para uma cidade pequena (awan) e então para uma cidade grande (kʼalakʼ). No contexto no qual o último termo foi empregado por Fausto, parece ser uma alusão à fortificação do assentamento em vez de seu tamanho, pois Arsacavana também foi mencionada como cosmópole (gewłakʼalakʼ).

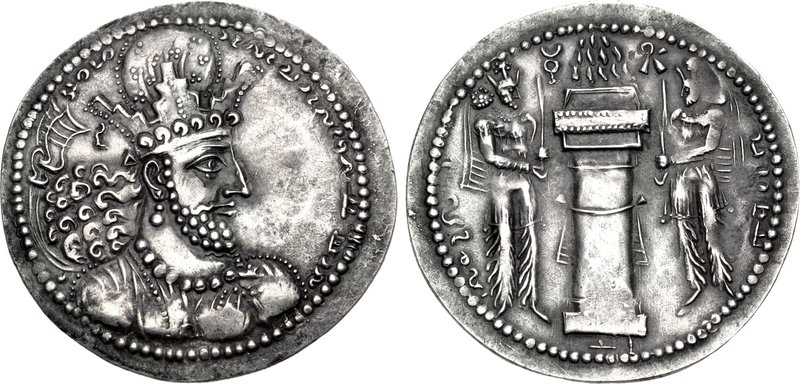
Dracma de r.

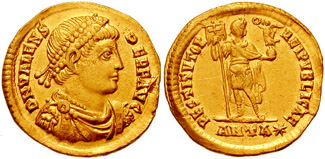
Soldo de Valente r.

A cidade continha uma residência real e talvez foi pensada como uma nova capital. Por decreto, o rei concedeu o direito de viver nela a todos que estavam sendo oprimidos por seus senhores, os devedores e os perseguidos. Sua medida surtiu efeito, e em pouco tempo a cidade cresceu em tamanho e população. As fontes, de modo geral mais inclinadas aos interesses da nobreza (nacarar) latifundiária, fizeram duras críticas à medida de Ársaces e caracterizaram a cidade como símbolo do caos e seus habitantes como ladrões, bandidos, desertores, assassinos e vagabundos. Em específico, Moisés de Corene alegou que ele concedeu refúgio aos que tivessem cometido delitos e quisessem se isentar de investigação. Os nobres se reuniram e atacaram a cidade, matando homens e mulheres, exceto infantes lactantes. O católico Narses I, o Grande (r. 353–373) foi rapidamente informado da situação, mas não chegou a tempo de impedir o massacre. Ao chegar, libertou as crianças poupadas, que estavam presas como cativas, ordenou que fossem colocadas em cestas e levadas a um estábulo, onde providenciou cuidados e freiras para elas.
A destruição da cidade, além de beneficiar os nacarares, era positiva aos interesses do Império Sassânida, que durante o reinado do xainxá Sapor II (r. 309–379) tentava conquistar a Armênia e se favorecia desse tipo de dissidência. No momento da destruição, Ársaces havia se refugiado no Reino da Ibéria, pois Sapor II conduziu uma nova invasão. Ciente do ocorrido, retornou com tropas iberas e marchou contra os responsáveis. Os revoltosos estavam sob liderança do camsaracânida Narses I e impuseram forte resistência. No interim, tropas de Sapor II e do imperador Valente (r. 364–375) invadiram. Se sentindo cercado por todos os lados, Ársaces pediu a intervenção do católico Narses, que conseguiu obrigar os nobres a interromperem o conflito. Ao todo, se estima que ao menos 20 mil pessoas foram mortas em Arsacavana.